# 恍惚の人
『恍惚の人』（こうこつのひと）は、有吉佐和子の日本の長編小説。英語名は「The Twilight Years」。1972年に新潮社から「純文学書き下ろし特別作品」として出版され、1973年には森繁久彌主演で映画化された。1990年10月3日には大滝秀治主演で日本テレビで、1999年1月1日には田中裕子主演でテレビ東京で、2006年10月17日には三國連太郎主演でテレビドラマが放映されている。
本作は認知症（認知症および老年学）を日本ではいち早く扱った文学作品である。1972年の日本の年間売り上げ1位の194万部のベストセラーとなり、これがきっかけで痴呆高齢者の介護問題にスポットが当てられることになった。その関心度の高さから「恍惚の人」は当時の日本で流行語にもなった。題は『日本外史』に三好長慶が「老いて病み恍惚として人を知らず」とあるのを見てひらめいたものである。
井上ひさしによれば、この作品のために有吉は10年近く取材をかさねた。
本作の収益で1974年に建てたとされる、出版元の新潮社の別館ビルは「恍惚ビル」と呼ばれた。

## 登場人物
立花昭子
立花家の嫁。弁護士事務所で働き、家事をこなしながら舅の介護に忙殺される。
立花茂造
昭子の舅。昭子を何かといじめていたが、妻が急死した後に認知症が進んでいることが家族に分かり、一転昭子に頼りきりの生活になる。
立花信利
昭子の夫。商社に勤め多忙を極める上、認知症の進行する父の状態が自分の未来に重なって見えるためやりきれず、最後まで介護には関わらない。
立花敏
信利・昭子夫婦の一人息子。大学受験勉強中だが、敬老会館への送り迎えもし、茂造が徘徊して行方不明になったときには探しに行くなど、介護にはわりと協力的。
門谷家の老女
立花家の近所に住む。茂造を老人クラブに連れて行き、さらに茂造の住む離れで一日世話を焼くなど、一時は茂造に「老いらくの恋」をするが、茂造の様子を見て愛想を尽かす。その後寝たきりになるが、嫁に面倒を見てもらうことに耐えられず愚痴をこぼす。
エミ
大学生。恋人の山岸と共に、昼間茂造の面倒を見る条件で離れを借りる。茂造の病状が進んで手がかからなくなっていたため、茂造には比較的好意を持つ。

## 反響と批評
1972年（昭和47年）の日本のベストセラーとなった。井上ひさしは有吉は「密度の濃い人間関係」を描くのが得意であるとし、この作品にもそれが現れていると評した。

## 映画（1973年）
1973年公開。製作は芸苑社、配給は東宝。モノクロ作品として制作・公開された。配給収入は1億円。
痴呆を抱えた老父を演じる森繁久彌の、真に迫る演技が話題となった。当時60歳の森繁が、84歳の役を演じきった。森繁によると、撮影中は役に入り込みすぎ、簡単な演技でもスタッフに「いいですね?あそこまで歩いていくんですよ」と指示してもらわなくてはならないほどであったという。監督の豊田は病気のせいか、現場に姿を見せないことが多かったと主演の高峰は後日、著書(「まいまいつぶろ」)に記している。

### キャスト（1973年）
- 立花茂造 - 森繁久彌
- 立花昭子 - 高峰秀子
- 立花信利 - 田村高廣
- 立花敏 - 市川泉
- 立花春代 - 小野松江
- 藤枝弁護士 - 中村伸郎
- 山岸 - 伊藤高
- エミ - 篠ヒロコ
- 京子 - 乙羽信子
- 門谷家の老女 - 浦辺粂子
- 木原夫人 - 杉葉子
- 瀬川邦子 - 吉田日出子
- 笈川千恵 - 野村昭子
- 火葬場の係員 - 大久保正信
- 老人会館の老人 - 若宮大祐
- 信利の同僚 - 林昭夫/北浦昭義
- 立花家の主治医 - 奥野匡
- タクシーの運転手 - 守田比呂也

### スタッフ（1973年）
- 脚本 - 松山善三
- 監督 - 豊田四郎
- 製作 - 佐藤一郎/市川喜一
- 音楽 - 佐藤勝
- 撮影 - 岡崎宏三

## ドラマ（1990年）
1990年10月3日に日本テレビ「水曜グランドロマン」にて放映。

### キャスト（1990年）
- 立花茂造 - 大滝秀治
- 立花昭子 - 竹下景子
- 立花信利 - 三浦浩一
- 平田満
- 山口美也子
- 鶴田忍
- 中島葵

### スタッフ（1990年）
- 脚本 - 小幡欣治
- 演出 - 高井牧人

## ドラマ（1999年）
1999年1月1日にテレビ東京にて放映。タイトルは「恍惚の人'99 ボケた父を誰が介護するの? 泣き笑い夕焼け家族」。

### キャスト（1999年）
- 立花茂造 - 小林亜星
- 立花昭子 - 田中裕子
- 立花信利 - 蟹江敬三
- 本木雅弘
- 木内みどり
- 松居直美
- ダンカン

### スタッフ（1999年）
- 脚本 - 野上龍雄
- 演出 - 久世光彦
- 音楽 - 坂田晃一
- 製作 - テレビ東京、KANOX

## ドラマ（2006年）
2006年10月17日21:00 - 22:54(JST)に日本テレビ『ドラマ・コンプレックス』にて放映。

### キャスト（2006年）
- 立花茂造 - 三國連太郎
- 立花昭子 - 竹下景子
- 立花信利 - 三宅裕司
- 立花敏 - 斉藤慶太
- 立花春代 - 風見章子
- 太田静江 - 五月晴子
- 常務 - 寺田農
- 藤枝弁護士 - 清郷流号
- 医者 - 沢村一樹
- 磯野早苗 - 坂下千里子
- 高橋京子 - かとうかず子

### スタッフ（2006年）
- 脚本 - 矢島正雄
- 監督 - 中山史郎
- プロデューサー - 佐藤敦(日本テレビ)/金田和樹/森川真行
- 技術協力 - バスク/フォーチュン
- 照明協力 - ラ・ルーチェ
- 美術協力 - フジアール
- 音響効果 - ふなや
- 制作協力 - THE WORKS
- 制作 - 日本テレビ
- 製作/著作 - ファインエンターテイメント

| 日本テレビ DRAMA COMPLEX（2006年10月17日） | 日本テレビ DRAMA COMPLEX（2006年10月17日） | 日本テレビ DRAMA COMPLEX（2006年10月17日）                       |
| 前番組                                     | 番組名                                     | 次番組                                                           |
| ------------------------------------------ | ------------------------------------------ | ---------------------------------------------------------------- |
| 私が私であるために                         | 恍惚の人                                   | バカラ・疑惑のIT株長者に賭けた女 ※これより「火曜ドラマゴールド」 |

## 舞台版
早稲田大学文化資源データベースの「演劇上演記録データベース」によると、過去3度上演されている。

### 芸術座版
1988年7月4日 - 8月31日と1989年7月9日 - 8月29日の2度、芸術座にて小幡欣治の演出で上演。1988年版にはザ・ドリフターズメンバーのいかりや長介と仲本工事が出演している。
- 出演者（1988年版）[7]
  - いかりや長介
  - 香川京子
  - 菅野菜保之
  - 菅井きん
  - 五大路子
  - 青木玲子
  - 仲本工事
  - 高部知子

### 劇団東宝版
2006年7月26日から30日まで、劇団東宝現代劇75人の会の丸山博一の演出で上演。